# جربیل‌های پابرهنه کوچک
جربیل‌های پابرهنه کوچک (نام علمی: Taterillus) نام یک سرده از زیرخانواده جربیل است.